# Victoriabaai
Victoriabaai (Victoria Bay) is een kustplaatsje in de Zuid-Afrikaanse provincie West-Kaap. Victoriabaai behoort tot de gemeente George dat onderdeel van het district Tuinroute is.
Het ligt langs de Tuinroete (Garden Route) tussen George en Wilderness. Het plaatsje kent goede golven en is daarmee een populaire bestemming voor surfers. Er worden regelmatig wedstrijden georganiseerd.